# Underscoring
Underscoring, auch Deskriptive Technik, ist neben der Mood- und der Leitmotiv-Technik eine der drei Kompositionstechniken der Filmmusik. Hierbei geht die Musik durchgehend auf Vorkommnisse, Bewegungen und dargestellte Gefühle im Film synchron und paraphrasierend ein. Die Technik des Underscoring war vor allem im klassischen Hollywood-Kino verbreitet. Als typischer Vertreter wird oft Max Steiner genannt. Heutzutage findet das Underscoring im Gegensatz zur Mood-Technik nur noch selten Anwendung, meist in Animationsfilmen oder Komödien.

## Charakterisierung
Durch eine Nachahmung oder Stilisierung von Geräuschen sowie von Bewegungselementen soll die Bildhandlung synchron in musikalischer Form umgesetzt werden. Underscoring wird eingesetzt, um die dargestellten Charaktere, das Tempo, die Handlung oder die Stimmung zu untermalen und Gefühle im Publikum auszulösen. Um diese Wirkung zu erreichen, wird oft eine klangnachahmende oder tonmalerische Kompositionsweise angestrebt. Dabei wird teilweise auf bestimmte Klangklischees zurückgegriffen, um beispielsweise Bezüge zu Schauplätzen herzustellen:
| Instrumente     | Klischee                | Klang und Verwendbarkeit                                |
| --------------- | ----------------------- | ------------------------------------------------------- |
| Akkordeon       | Paris, Hafen            | als „Schifferklavier“ klischeegebunden                  |
| Balalaika       | Russland, Folklore      | mittelhohe Melodien, Klang zwischen Banjo und Mandoline |
| Dudelsack       | Schottland              | laut, durchdringend, einfache Melodien                  |
| Horn (Waldhorn) | Jagd, Wald, Postkutsche | mittelhoch bis tief, sehr weich, Soli klischeegebunden  |
| Kastagnetten    | Spanien                 | klischeegebunden, für Rhythmus mit Akustik-Gitarre      |
| Mundharmonika   | Wasser, Segeln          | mittel bis hoch, silbrig, Solo melodiös                 |

Eine extreme Form des Underscoring ist das Mickey-Mousing. Die Musik ist hier keine Ergänzung mehr, sondern eine Charakterisierung der Bewegungen: Aufwärtsbewegungen (Treppensteigen) werden entsprechend mit hohen, ansteigenden Tonhöhen umgesetzt, horizontale Vorgänge (Laufen) erfahren rhythmische Untermalungen.

## Underscoring im Schlager
Bis in die 1980er hinein wurde Underscoring durchgängig auch in Kompositionen des deutschen Schlagers eingesetzt.

### Beispiele
| Interpret              | Titel                                                         | Kompositorisches Element                   |
| ---------------------- | ------------------------------------------------------------- | ------------------------------------------ |
| Katja Ebstein          | Es war einmal ein Jäger                                       | Waldhörner zu Beginn                       |
| Frank Farian           | Rocky                                                         | Fallende Kadenz während des Sterbevorgangs |
| Dschinghis Khan        | Moskau                                                        | Männerschreie                              |
| Truck Stop             | Ich möcht’ so gern Dave Dudley hör’n                          | CB-Funksignal                              |
| Bibi Johns             | Bum-Budi-Bum, das kann gefährlich sein (Goodness Gracious Me) | Herzschlag                                 |
| Bill Ramsey            | Pigalle (Die große Mausefalle)                                | Pianobar-Klavier und -Stimmung             |
| Dalida                 | Am Tag als der Regen kam                                      | Regenfall zu Beginn                        |
| Fred Weyrich           | Nur einmal nach Hawaii                                        | Hawaiigitarre                              |
| Hazy Osterwald Sextett | Kriminal-Tango                                                | Schuss                                     |
| Heino                  | La Montanara                                                  | Echo des Chorgesangs zu Beginn             |